# Kung Fu Yoga
Kung Fu Yoga (en chino: 功夫瑜伽) es una película de comedia y acción dirigida por Stanley Tong. La película es una coproducción chino-indonesia de Taihe Entertainment, Shinework Media (China) y está protagonizada por Jackie Chan, Ileana D'Cruz, Aarif Rahman y Sonu Sood en los papeles principales.
La película es una aventura de acción con elementos de suspense. Es una película intercultural multi-idiomática. Se estrenó en el año 2016.
En septiembre de 2015 comenzó el rodaje en Pekín, antes de trasladarse a Xi'an y a Dubai el 27 de septiembre y terminó el 30 de octubre. El rodaje continuó en Pekín e India en diciembre.

## Sinopsis
Jack (Jackie Chan), un reconocido profesor de arqueología en el Museo de Guerreros de terracota en Xi'an, se une a la bella profesora india Ashmita (Disha Patani) y su asistente Kyra (Amira Dastur) para hallar en el Tíbet el tesoro indio perdido de Magadha. Los asistentes de Jack, Xiaoguang (Zhang Yixing) y Nuomin (Miya Muqi), los acompañan. Más tarde se unen Jones Lee (Aarif Rahman), cuyo padre era un viejo amigo de Jack. Usando varias nuevas pistas, el equipo localiza el ejército perdido de Magadha, que había acompañado el tesoro en la antigüedad, sumergido en un lago helado en una cueva. Ellos son emboscados por Randall (Sonu Sood), descendiente de un líder del ejército rebelde que reclama un derecho al tesoro real. Durante la lucha que sigue, Jones le arrebata un gran diamante de la cueva y huye, dejando a Jack y su equipo atrapado en el interior de la cueva congelada. Mediante el uso de técnicas de respiración de yoga, Jack y Ashmita logran escapar de la cueva a través de un río helado y liberan a los otros. Derrotados, Ashmita y Kyra regresan a la India; Jack, Xiaogang y Nuomin viajan a Dubái, donde está siendo subastado el diamante. Después de que Jack recupera el diamante, que es arrebatado por Randall, se produce una persecución de coches atrevida durante la cual Ashmita aparece en una moto y lo agarra antes de desaparecer. Al darse cuenta de que Ashmita no es quien dice ser, Jack, su equipo y Jones vuelan a la India. Ashmita y Kyra están hermanados y son descendientes de la realeza Magadha, y desean recuperar su apellido. Al enterarse de esto, Jack se compromete a ayudarlas de nuevo. Cuando Jones y Kyra son secuestrados, Jack y Ashmita viajan a la Montaña Sagrada para desbloquear el tesoro.

## Reparto
- Jackie Chan
- Sonu Sood[8]
- Paul Philip Clark
- Aarif Rahman[8]
- Ileana D'Cruz
- Zhang Yixing (Lay)
- Ming Hu[8]
- Najmeddin Alhadad